# Андреев, Игорь Борисович
И́горь Бори́сович Андре́ев (8 января 1965, Москва, Россия) — российский рок-музыкант, хард-рок гитарист, бывший участник групп: «Мартин», «Чёрный Кофе», «Красная Пантера» с Ольгой Кормухиной, «Рондо», Юрий Антонов.
Игорь Андреев — весьма известный в своём жанре рифовый гитарист с середины 80-х и 90-х годов.

## Творческий путь
В 1975 году, в возрасте десяти лет Игорь начал осваивать акустическую гитару. В четырнадцать лет у него появилась первая электрогитара. Как и многие его сверстники семидесятых годов, Игорь увлекался  музыкой таких групп, как «Машина Времени», «Воскресенье», «ABBA» и др. Свою первую музыкальную группу под названием «День Рождения» Игорь основал ещё в школьные годы.
В возрасте семнадцати лет он вошёл в состав группы «Вита» при ДК «Заветы Ильича», музыкальным руководителем которой являлся Александр Гладков. После появления в советское время таких рок-групп, как Deep Purple и Pink Floyd, Игорь переключился на рок-музыку.
В 1984 году В Москве была организована рок-лаборатория, куда входили такие известные группы, как «Браво (группа)», «Бригада С» и другие. Игорь входит в состав группы «Мартин» при рок-лаборатории.
В июле 1987 года Игоря приглашают в известную тогда рок-группу «Чёрный Кофе», которая активно гастролирует по СССР. В мае 1988 года группа участвует наряду со звёздами мировой рок-музыки в фестивале «San Issidro 1988» в Мадриде. В составе группы «Чёрный Кофе» Игорь Андреев записал альбом «Вольному — воля» в 1988 году.
К концу 1988 года Игорь уходит из группы «Чёрный Кофе» и создаёт совместно с музыкантами из группы «Рок-Ателье» (Вадим Усланов - бас-гитара), барабанщик Олег Ховрин, Константин Веретенников (гитара) и Ольгой Кормухиной (вокал) новый проект «Красная Пантера». Чуть позже к ним присоединился Владимир Казаков (клавишные), художественный руководитель группы Ованес Мелик-Пашаев.
11 ноября 1988 года в газете «Московский Комсомолец» выходит статья о группе «Красная Пантера», где публикуется новый статус гитариста Игоря Андреева в качестве шоумена.
Во время работы в группе «Красная пантера» появились такие песни как «Время пришло» (ст. М. Пушкина, муз. В. Усланов), «Холодный дом» (ст. М. Пушкина, О. Кормухина, муз. К. Веретенников), «Я не верю тебе» (ст. М. Пушкина, муз. О. Кормухина) и другие. На песню «Время пришло» был снят видеоклип.
В это же время группа «Красная пантера» принимает участие во многих джазовых и рок-фестивалях. В октябре 1989 года на Международном фестивале «Ветер перемен» в Днепропетровске группа «Красная пантера» и Ольга Кормухина завоевали гран-при, а затем на рок-фестивале «Интершанс», проходившем в Лужниках группа играла свою сольную программу. В 1988 вышел первый диск «Время пришло».
В 1989 году группа «Красная Пантера» приглашена на «Рождественские Встречи» Аллы Пугачёвой, где была особенно отмечена певица Ольга Кормухина и где она исполнила песни «Время пришло» и «Холодный дом». Группа также успешно гастролировала по городам России.
В 1990 году Игорь Андреев уходит в группу «Рондо» (солист Александр Иванов), где принимает активное участие в изменении стиля в группе на «глэм-рок». Группа гастролирует в Японию и Америку, покорив американских и японских слушателей. Результатом гастролей стал альбом ««Рондо» в Японии» (1990). Музыканты снимают клип на хит «Kill me with your love», автором музыки которой является гитарист Игорь Андреев. Также Игорь является автором основного музыкального блока в группе «Рондо», созданных в период совместного творчества.
В феврале 1993 году Игорь Андреев принимает участие в концерте «Презентация Золотого Диска фирмы Мелодия» певца и композитора Юрия Антонова.

В настоящий момент гитарист продолжает заниматься творчеством.

## Видеоклипы и концерты
| - Чёрный кофе — «Владимирская Русь» - Чёрный Кофе — «Я ищу» - Чёрный Кофе — «Я Ищу» - Чёрный Кофе — «Светлый Металл» | - Красная Пантера — «Праздник» - Рондо — «Kill me with your love» - Рондо — «Бледный Бармен» - Рондо — «Я тебя недолюбил» |

## Музыка Игоря Андреева
- гр.Рондо — «Венчает гроза» (слова - А. Иванов, музыка - И. Андреев)
- гр.Рондо — «Когда ты скажешь мне: „Прощай“» (слова - В. Григорьев, музыка - И. Андреев)
- гр.Рондо — «Крошка Жанет» (слова - В. Григорьев, музыка - И. Андреев)
- гр.Рондо — «Убей меня своей любовью» (слова О. Горбунова, музыка И.Андреева) (на английском языке)
- гр.Рондо — «Богиня секса» (слова - А. Иванов, музыка - И. Андреев)
- гр.Рондо — «На одной земле» (слова - В. Григорьев, музыка - И. Андреев)